# Вадиан, Иоахим
Иоахим Вадиан (лат. Vadianus, псевдоним, настоящее имя — Иоахим фон Ватт нем. Joachim von Watt; 29 ноября 1484, Санкт-Галлен, Швейцария — 6 апреля 1551, там же) — швейцарский гуманист, богослов, литератор, бургомистр Санкт-Галлена.

## Биография
Учился в Венском университете, потом много путешествовал, одно время был профессором в Вене и в 1518 году поселился в качестве врача в своем родном городе. Вадиан был близким другом Цвингли, переписывался с Лютером и Эразмом, принимал участие в религиозных диспутах и вообще немало содействовал успеху Реформации, в особенности с тех пор, как был избран в бургомистры Санкт-Галлена. Вадиан пользовался большим авторитетом в глазах Парацельса, обращавшегося к нему в письмах, однако сам Вадиан относился к «Лютеру медицины» настороженно.
Вадиан написал множество стихов и научных исследований по вопросам богословским. Капитальным трудом его следует признать: «Chronik der Aebte von St.-Gallen», изданный Гетцингором в «V.'s deutsche historische Schriften» (Ст.-Галлен, 1875, 1877). Кроме того, Вадиану принадлежат сочинения: «Commentarii in Pomponium Melam» (Вена, 1518), «Libellus plenus doctissimorum virorum» (1539), «Aphorismorum libri VI de consideratione eucharistiae» и др.